# Des Teufels General
Des Teufels General (en alemany El general diabòlic) és una pel·lícula alemanya en blanc i negra del 1955 dirigida per Helmut Käutner, basada en l'obra de Carl Zuckmayer. Fou protagonitzada per Curd Jürgens com el General Harras, Marianne Koch, Viktor de Kowa, Karl John, Eva Ingeborg Scholz, i Harry Meyen.

## Argument
Alemanya nazi el 1941. El personatge principal és el general de la Luftwaffe Harras, veterà de la Primera Guerra Mundial molt condecorat que menysprea el Tercer Reich i l'intent de la Segona Guerra Mundial de conquerir l'Europa oriental. Inicialment festejat pels oficials de les SS, es burla contínuament del lideratge nazi, la qual cosa fa que els amics es converteixin en enemics i que les SS i la Gestapo sospitin d'ell pel que pot ser una traïció.
És arrestat temporalment per ordre de Heinrich Himmler i, després del seu alliberament, està decidit a trencar el seu pacte amb el diable. Dona suport a l'acció de sabotatge del seu enginyer de vol, amenaça un oficial de les SS a punta de pistola i finalment estavella el seu avió contra la torre de control de la seva base aèria.

## Repartiment
- Curd Jürgens com a Harras, el personatge del qual suposadament es basa en el general de la Luftwaffe alemanya Ernst Udet
- Bum Krüger com a Lüttjohann, ajudant d'Harras.
- Paul Westermeier com a Korrianke, el xofer de Harras.
- Albert Lieven com a Friedrich Eilers, coronel i líder d'esquadra.
- Harry Meyen com a Hartmann, oficial de la Luftwaffe.
- Hans Daniel com a Hastenteuffel, oficial de la Luftwaffe.
- Beppo Brem com a Pfundtmayer, oficial de la Luftwaffe.
- Karl Ludwig Diehl com a Sigbert von Mohrungen, president del departament d'adquisició de matèries primeres.
- Werner Fuetterer com a Baró Pflungk, agregat al Ministeri d'Afers Exteriors.
- Viktor de Kowa com a Dr. Schmidt-Lausitz, funcionari del Partit Nazi.
- Karl John com a Oderbruch, enginyer del Ministeri d'Aviació.
- Erica Balqué com Anne Eilers, la dona de Friedrich Eilers.
- Eva Ingeborg Scholz com a Waltraut von Mohrungen, sobrenomenada Pützchen, la germana d'Anne.
- Camilla Spira com a Olivia Geiss, diva.
- Marianne Koch com a Diddo Geiss, la neboda de l'Olivia; interès amorós del general Harras, tot i que és molt més jove que ell.
- Ingrid van Bergen com a Lyra Schoeppke, anomenada "die Tankstelle", que significa "La benzinera".
- Inge Meysel com a Frau Korrianke.
- Joseph Offenbach com a Zernick, SS-Hauptsturmführer.
- Wolfgang Neuss com a fotògraf policial.
- Robert Meyn com a von Stetten, generalleutnant.
- Werner Riepel com a Kleinschmidt, el xofer de Göring.
- Werner Schumacher com a SS-Wachtmeister.
- Wolfried Lier com Herr Detlev, cambrer del restaurant[3]

## Producció

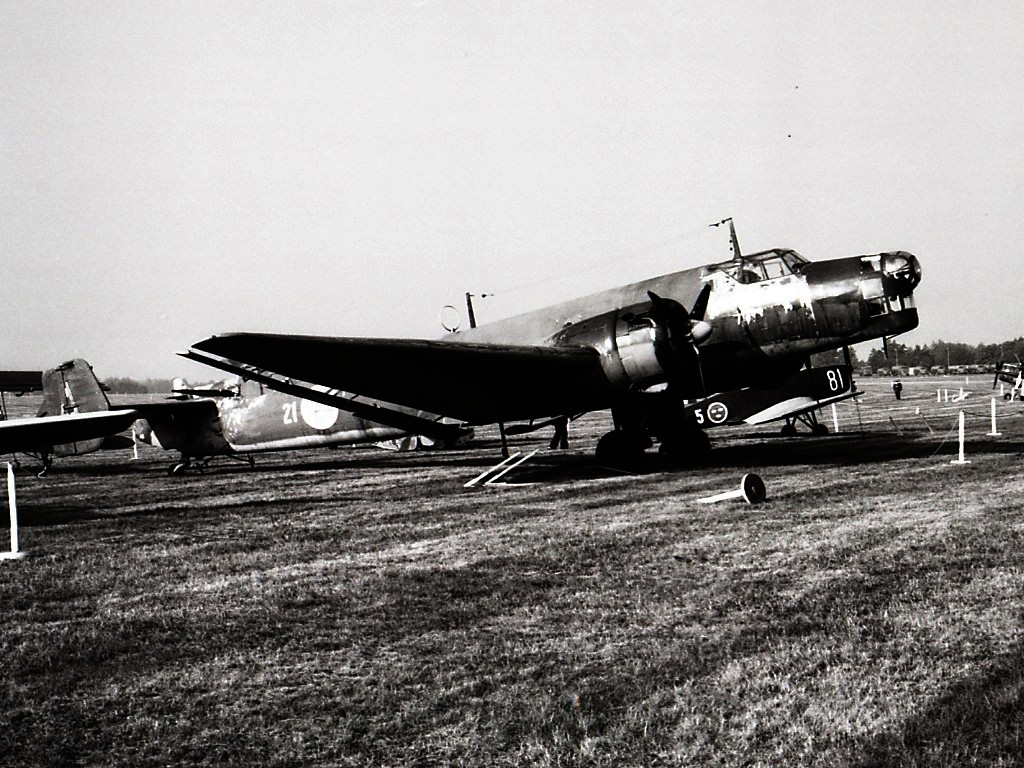
Ju 86 suec (1976)

Se suposava que el model literari de Zuckmayer es basava en el destí (i a la pel·lícula res més) del seu amic, el general de la Luftwaffe Ernst Udet, que es va suïcidar el 1941. Es va rodar a Hamburg i Berlín utilitzant bombarders Junkers Ju 86 de construcció sueca amb motors Bristol Mercury construïts amb llicència en un aeròdrom local incloses les seves oficines amb Esselte Files a la prestatgeria. L'aparcament conté un VW Bus de postguerra. Tots els uniformes eren d'un material i un estàndard de confecció desconegut a l'Alemanya de la guerra. Contràriament als habitatges que eren molt propers als dels cercles benestants de Berlín en aquell moment.

## Premis
- 1955: Deutscher Filmpreis: Filmband in Silver per Marianne Koch (millor paper secundari femení)